# Jacek Pawłowski
Jacek Pawłowski (ur. 1944) – polski koszykarz występujący na pozycji obrońcy, mistrz Polski z 1967.

## Osiągnięcia
- Mistrz Polski (1967)[1]
- Finalista pucharu Polski (1975, 1977)